# Jens Blauenfeldt
Jens Blauenfeldt (født 16. januar 1968 i Ringe) er en dansk journalist og studievært. 
Jens Blauenfeldt er søn af provst Henning Blauenfeldt og musikbibliotekar Anette Blauenfeldt. 
Han blev student fra Midtfyns Gymnasium i 1986 og journalist fra Danmarks Journalisthøjskole i 1997. Efter gymnasiet påbegyndte han jurastudiet, som han dog aldrig færdiggjorde, senere blev han rejseleder hos Tjæreborg. Han kom som nyuddannet journalist til Skandinavisk Film Kompagni, hvor han bl.a. var gå-i-byen-reporter på Go' morgen Danmark og vært på programmet Hækkenfeldt på DR2. Han har desuden været redaktør på Big Brother og Scenen er din og arbejdet som tilrettelægger og instruktør i forskellige genrer af tv . Fra 2005 til 2011 var han tilknyttet DR på freelancebasis, primært som vært for Kender du typen? (sammen med Christine Feldthaus), men han har også været vært for Hjerterum, Sommertid, Så for sommer (2009) og været live-reporter ved begivenheder i kongehuset. 
Fra 2007 til 2008 var han vært på Aftenshowet. Her fik han massiv kritik for en kommentar om at amerikanerne havde "godt af" terrorangrebene 11. september 2001. DR's ledelse fornyede ikke kontrakten med ham, da den udløb i sommeren 2008, og Blauenfeldt måtte undskylde og beklage mange gange, ligesom han understregede at på ingen måde er anti-amerikansk. Jens Blauenfeldt blev i 2011 igen vært på Aftenshowet.
Privat bor han i København og er far til tre børn
I 2013 udgav han bogen Fars ABC, en bog om hverdagen med små børn i huset.